# Honjō Shigenaga

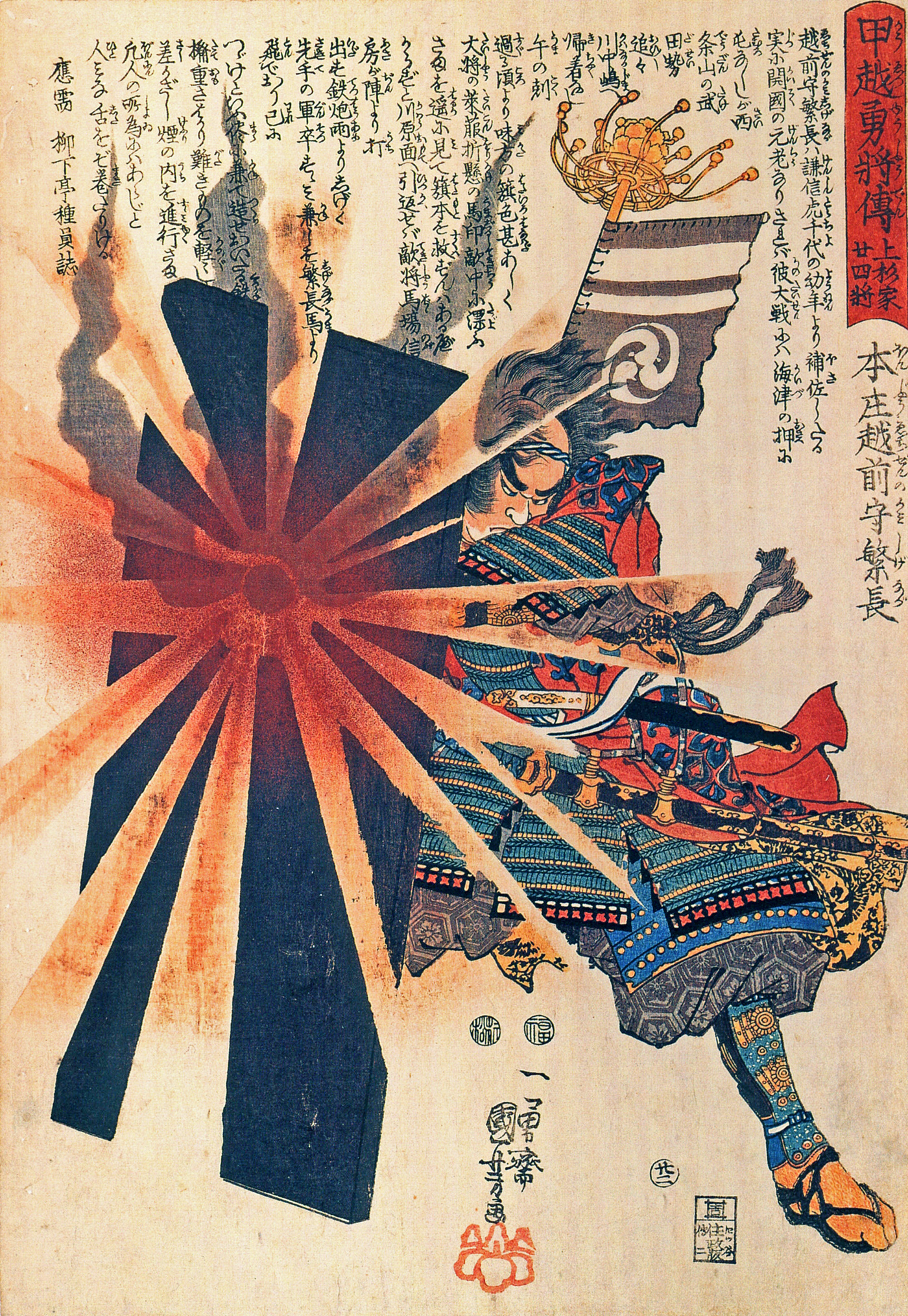
Utagawa Kuniyoshi pintó a Honjō Shigenaga deteniendo un proyectil explosivo

Honjō Shigenaga (本庄 繁長?  12 de enero de 1540; 29 de enero de 1614) era un Samurái japonés que vivió desde el período Azuchi-Momoyama hasta el período Edo. Shigenaga sirvió al clan Uesugi y era conocido por su traición contra ellos. Tenía el título de la corte Echizen no kami.

## Vida
Shigenaga luchó en la batalla de Kawanakajima como comandante del ala izquierda trasera, actuando como el retenedor de Uesugi Kenshin.
Sin embargo, en 1568-1569 después de la campaña de Kawanakajima, se rebeló brevemente contra Kenshin y se alió con Takeda Shingen, la némesis de Kenshin, porque Shigenaga se sintió insatisfecho por su pequeña recompensa en comparación con su logro. Primero asesinó a Nagao Fujikage, el vasallo de Uesugi, y capturó su castillo. Esta traición obligó a Kenshin a sitiar el castillo de Murakami en poder de Shigenaga Honjo. El conflicto resultó costoso para Kenshin ya que Irobe Katsunaga, uno de sus generales, fue asesinado en la batalla y no pudo tomar el castillo fácilmente. A pesar de su rebelión contra Kenshin, que duró un año, Takeda Shingen no lo ayudó y Shigenaga se vio obligado a rendirse a Kenshin bajo la coordinación del clan Ashina. Después del asedio fue perdonado por Kenshin.
Después de la muerte de Kenshin en 1578, Shigenaga apoyó a Uesugi Kagekatsu como sucesor durante el Asedio de Otate. En 1588, Shigenaga entró nuevamente en conflicto contra el clan Mogami y el clan Date en el que derrotó a un ejército Mogami en la batalla de Jugorihara (十五里ヶ原の戦い?). Cuando Mogami Yoshiaki expandió su territorio a la región de Shōnai en la provincia de Dewa y amenazó a Yoshiuji Daihoji, quien buscó ayuda de Shigenaga. Juntos recuperaron con éxito la región de Shōnai como territorio del clan Uesugi. En 1598, el gobierno de Toyotomi transfirió a Uusegi Kagekatsu al castillo de Aizu Wakamatsu (prefectura de Fukushima), y Shigenaga fue transferido a la región de Aizu.
Más tarde, durante el conflicto entre los leales a Toyotomi y Tokugawa Ieyasu, Shigenaga luchó una vez más en una serie de batallas contra Date Masamune y Mogami Yoshiaki en el Asedio de Hasedō y la Batalla de Matsukawa. Las fuerzas de Date atacaron varias veces, incluida una defensa contra un ataque trasero, a pesar del intento de Date de atacar desde el Monte Shinobu. El 6 de octubre, Shigenaga resistió un ataque de los guerreros de Date Masamune, como Katakura Kagetsuna, Oniniwa Tsunamoto y Yashiro Kageyori. Sus fuerzas mataron con éxito a varios de los famosos soldados de Kagetsuna, lo que obligó a Date Masamune a dejar de atacar y regresar, mientras que Shigenaga logró defender el Castillo de Fukushima de la coalición oriental invasora.

## Honjō Masamune
Honjō Shigenaga fue particularmente conocido como el portador de la famosa espada Honjo Masamune, una katana que representa al Shogunato durante la mayor parte de la Era Tokugawa. Shigenaga fue atacado por Umanosuke, que ya poseía varias cabezas de trofeo. Shigenaga fue atacado con el Honjo Masamune que dividió su casco, pero sobrevivió y tomó la espada como premio. Shigenaga mantuvo la espada hasta que fue enviado al castillo de Fushimi, durante la era Bunroku, o alrededor de 1592 a 1595. Shigenaga se quedó sin fondos y se vio obligado a vender la espada a Toyotomi Hidetsugu, el sobrino y retenedor de Toyotomi Hideyoshi. Fue comprado por 13 Mai, 13 O-Ban, que eran 13 monedas de oro grandes. 